# Cöln (Schiff, 1911)
Die Cöln war ein Kleiner Kreuzer der deutschen Kaiserlichen Marine, der nach der Stadt Köln (damals amtlich „Cöln“ geschrieben) benannt war. Zu Beginn des Ersten Weltkrieges wurde er bei Helgoland von der Royal Navy versenkt.

## Gefecht und Untergang
Am 28. August 1914 kam es zum Seegefecht bei Helgoland. Die unter dem Kommando von Fregattenkapitän Hans Meidinger stehende Cöln lief aus Wilhelmshaven aus, um den Kleinen Kreuzern Frauenlob und Stettin sowie den arg bedrängten Torpedobooten der I. und der V. Torpedobootflottille zu Hilfe zu kommen. Mit an Bord befand sich der Führer der Torpedoboote (FdT), Konteradmiral Leberecht Maaß. Die in der Jade liegenden Schlachtkreuzer konnten zu dieser Zeit nicht mit auslaufen, da der Wasserstand für das Passieren der Barre der Innenjade zu niedrig war.
Zunächst stieß die Cöln auf den britischen Kreuzer Arethusa und acht Zerstörer, die im Gefecht mit dem deutschen Kleinen Kreuzer Mainz standen. Die Cöln griff zusammen mit der Straßburg in den Kampf ein, stieß dann aber überraschend auf fünf britische Schlachtkreuzer, die unter dem Kommando von Rear Admiral David Beatty standen. Angesichts der weit überlegenen britischen Schiffe versuchten die beiden deutschen Kreuzer zu entkommen. Die Cöln erhielt schnell mehrere Treffer, wurde aber gegen 13:00 Uhr durch die Ankunft der Ariadne entlastet und konnte zunächst entkommen. Um 13:25 Uhr wurde sie jedoch von dem Schlachtkreuzer Lion erneut gesichtet. Gegen 14:30 Uhr versank das trotz erbitterter Gegenwehr zum brennenden Wrack geschossene Schiff westlich von Helgoland in der Nordsee.
Von den 485 Besatzungsmitgliedern hatten etwa 200 Mann den Untergang des Schiffes zunächst überlebt. Da aber an diesem Tag starker Nebel herrschte, konnte man – trotz mehrerer Schiffe in unmittelbarer Nähe – die Schiffbrüchigen nicht finden. 509 Menschen fanden den Tod. Allein der Obermatrose (Heizer) Adolf Neumann aus Herten (aus Köln gem. Gedenktafel) konnte gerettet werden. Da sich das Wrack im Großschifffahrtsweg befand, wurden die Überreste 1979 gesprengt. Eines der 10,5-cm-Geschütze wurde dabei geborgen und dem Wrackmuseum in Cuxhaven übergeben. Ein weiteres Geschütz befindet sich im Sea War Museum Jutland.

## Erinnerung
76 Stunden nach der Versenkung wurde ein zerstörter Kutter der Cöln auf Norderney angetrieben. Die Reste dieses Beibootes wurde nach Köln gebracht und dort zur Besichtigung ausgestellt. Heute ist der Bug des Kutterwracks in der Eigelsteintorburg aufgehängt.
Im Juli 2014 übergaben ehemalige Besatzungsangehörige der Nordwind an Bord einer neuen Köln an der Versenkungsstelle der Cöln einen Trauerkranz der See.

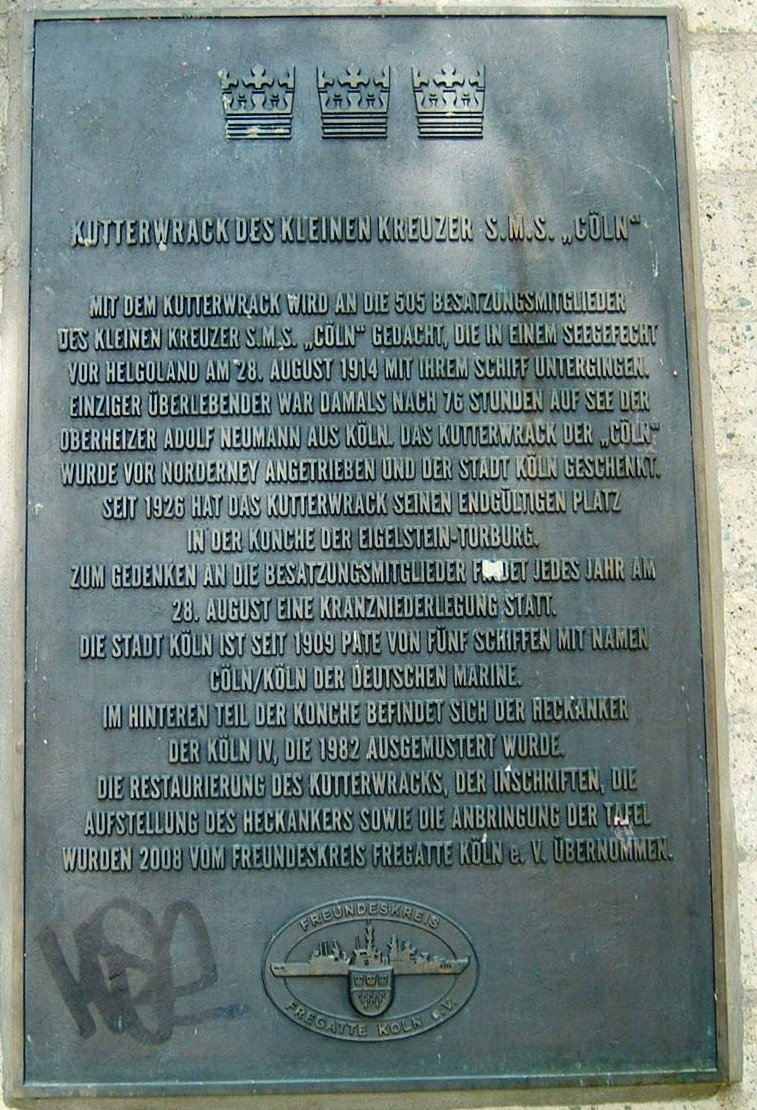
Gedenktafel in Köln
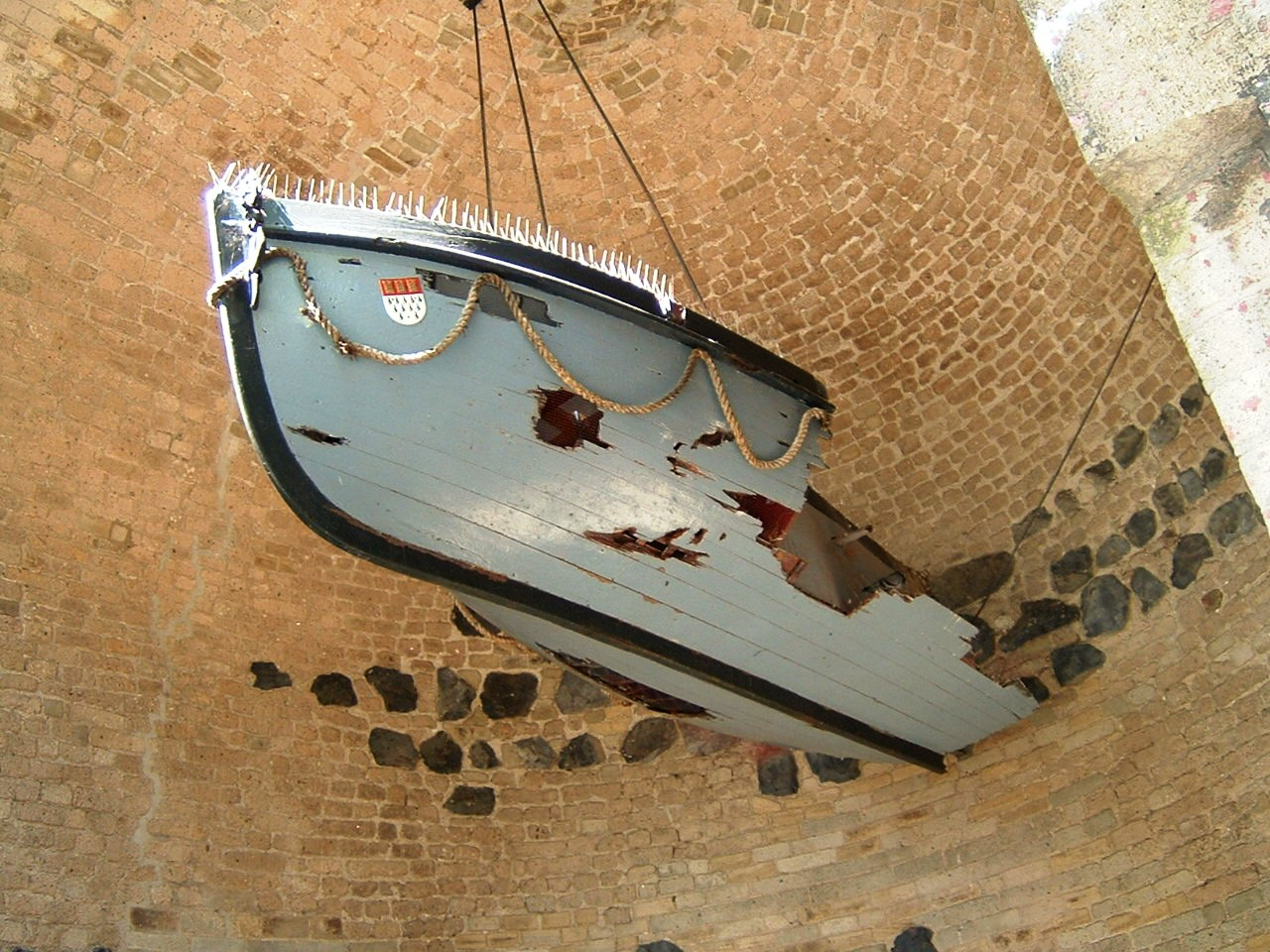
Kutterwrack der Cöln

## Kommandanten
- Korvettenkapitän Alexander Erdmann: von der Indienststellung im Juni 1911 bis Oktober 1911
- Fregattenkapitän/Kapitän zur See Hans Zenker: von Oktober 1911 bis September 1913
- Fregattenkapitän Hans Meidinger: von September 1913 bis zum Untergang im August 1914 (†)